# Kreiszeitung Wesermarsch
Die Kreiszeitung Wesermarsch (KZW) ist eine Regionalzeitung für die nördliche Wesermarsch, die täglich außer sonntags erscheint. Die KZW erscheint im Rheinischen Format und gehört zur Verlagsgruppe der Nordsee-Zeitung. Sie wird im Druckzentrum Nordsee in Bremerhaven gedruckt. Die verkaufte Auflage beträgt 3082 Exemplare, ein Minus von 60,6 Prozent seit 1998.

## Geschichte
Die KZW wurde 1876 als Butjadinger Zeitung. Unterhaltungs- u. Anzeigeblatt für d. Aemter Stollham u. Ovelgönne gegründet und erschien mit wechselnden Titeln und Untertiteln bis Mai 1945. 1949 wurde dann die Kreiszeitung Wesermarsch. Butjadinger Zeitung. Der Weserbote. Oldenburg. Unterweserzeitung gegründet. Der Mantel wird von der Redaktionsgemeinschaft Nordsee aus Bremerhaven bezogen. Verschiedene lokale Nachrichtenorgane sind in der KZW aufgegangen. Erwähnt im Kopf der Titelseite werden die Oldenburgische Unterweserzeitung, die Butjadinger Zeitung und der Weser-Bote.
Der Verlag hat seinen Sitz im denkmalgeschützten Wohn- und Geschäftshaus Bahnhofstraße 36, dass bereits um 1860 gebaut wurde.

## Verbreitung
Das Verbreitungsgebiet der KZW umfasst im Wesentlichen die Gemeinden Butjadingen, Nordenham und Stadland. Dort steht sie im Wettbewerb zur Nordwest-Zeitung.

## Auflage
Die Kreiszeitung Wesermarsch hat in den vergangenen Jahren erheblich an Auflage eingebüßt. Die verkaufte Auflage ist in den vergangenen 10 Jahren um durchschnittlich 6 % pro Jahr gesunken. Im vergangenen Jahr hat sie um 5,1 % abgenommen. Sie beträgt gegenwärtig 3082 Exemplare. Der Anteil der Abonnements an der verkauften Auflage liegt bei 95,8 Prozent.
| 1998 | 1999 | 2000 | 2001 | 2002 | 2003 | 2004 | 2005 | 2006 | 2007 | 2008 | 2009 | 2010 | 2011 | 2012 | 2013 | 2014 | 2015 | 2016 | 2017 | 2018 | 2019 | 2020 | 2021 | 2022 | 2023 | 2024 |
| ---- | ---- | ---- | ---- | ---- | ---- | ---- | ---- | ---- | ---- | ---- | ---- | ---- | ---- | ---- | ---- | ---- | ---- | ---- | ---- | ---- | ---- | ---- | ---- | ---- | ---- | ---- |
| 7829 | 7697 | 7734 | 7621 | 7420 | 7343 | 7177 | 7082 | 6835 | 6654 | 6589 | 6621 | 6485 | 6254 | 6142 | 5965 | 5700 | 5515 | 5410 | 5246 | 5005 | 4811 | 4657 | 4241 | 3622 | 3249 | 3082 |